# Murad Umachanow
Murad Mustafajewicz Umachanow (ros. Мурад Мустафаевич Умаханов; ur. 3 stycznia 1977 w Chasawjurcie) – rosyjski zapaśnik w stylu wolnym.
Dwukrotny olimpijczyk. Złoty medalista Igrzysk w Sydney 2000 w wadze 63 kg, dziesiąty w Atenach 2004 w wadze 60 kg. Dwukrotny uczestnik Mistrzostw Świata, czwarty w 1997, piąty w 1998. Cztery razy zdobył medal w Mistrzostwach Europy, złoty w 2000 roku.
Drugi w Pucharze Świata w 1997.
Mistrz Rosji w 1997, 1999, 2000 i 2004 roku.